# Conradign Netzer
Conradign Netzer (* 2. August 1980 in Chur) ist ein ehemaliger Schweizer Freestyle-Skier. Er war auf die Disziplin Skicross spezialisiert.

## Biografie
Netzer war zu Beginn seiner Sportkarriere ein alpiner Skirennfahrer. Er nahm ab Januar 1997 an FIS-Rennen und ab Dezember 1999 sporadisch an Europacup-Rennen teil, nennenswerte Erfolge blieben jedoch aus. Am 23. November 2003 debütierte Netzer im Freestyle-Weltcup und erzielte in Saas-Fee den 31. Platz. Der Gewinn der ersten Weltcuppunkte folgte am 18. Januar 2004 mit Platz 16 in Laax.
In den folgenden zwei Jahren etablierte sich Netzer im Mittelfeld. Verletzungsbedingt verpasste er die gesamte Saison 2006/07. Die erste Top-10-Platzierung im Weltcup gelang ihm zum Abschluss der Saison 2007/08. Im Winter 2009/10 begann sich Netzer regelmässig unter den besten zehn zu platzieren. Am 22. Dezember 2009 stand er als Dritter des Weltcuprennens in Innichen erstmals auf dem Podest und qualifizierte sich somit für die Olympischen Winterspiele 2010. Im Winter 2010/11 bestätigte Netzer seine Leistungen; er wurde Sechster bei der Weltmeisterschaft 2011 und erzielte mit Platz zwei in Myrdalen-Voss sein bisher bestes Weltcupergebnis. Daneben gewann er 2011 die Schweizer Meisterschaften in Arosa.
Für die Saison 2014/15 entschied sich Conradign Netzer, der im Hauptberuf Schreiner ist, die Rennen mit selbstgebauten Holzskiern zu bestreiten. Sein letztes Weltcuprennen bestritt er im Februar 2015. Nach seinem Rücktritt war er einige Jahre als Trainer im Nationalen Leistungszentrum Ski Alpin Ost tätig. Mittlerweile konzentriert er sich hauptberuflich auf den Skibau und hat ein Startup gegründet.

## Erfolge

### Olympische Spiele
- Vancouver 2010: 20. Skicross

### Weltmeisterschaften
- Ruka 2005: 14. Skicross
- Deer Valley 2011: 6. Skicross
- Voss 2013: 22. Skicross

### Weltcup
- 3 Podestplätze

### Weitere Erfolge
- Schweizer Meister 2011 und 2013